# Musée de l'Homme
Musée de l'Homme (Bảo tàng Con người) là một bảo tàng ở Quận 16 thành phố Paris, trưng bày các hiện vật về lịch sử và văn hóa. Musée de l'Homme được Paul Rivet thành lập năm 1937 nhân dịp triển lãm thế giới tại Paris. Musée de l'Homme hiện nay nằm trong Palais de Chaillot và thuộc quyền quản lý của Bảo tàng Lịch sử Tự nhiên Quốc gia Pháp. Nãm 2007, Musée de l'Homme đón 154.273 lượt khách thăm.